# Liste der Kulturdenkmäler in Bürstadt
Die folgende Liste enthält die in der Denkmaltopographie ausgewiesenen Kulturdenkmäler auf dem Gebiet  der  Stadt Bürstadt, Bergstraße, Hessen.
Hinweis: Die Reihenfolge der Denkmäler in dieser Liste orientiert sich zunächst an Stadtteilen und anschließend der Anschrift, alternativ ist sie auch nach der Bezeichnung, der vom Landesamt für Denkmalpflege vergebenen Nummer oder der Bauzeit sortierbar.
Kulturdenkmäler werden fortlaufend im Denkmalverzeichnis des Landes Hessen durch das Landesamt für Denkmalpflege Hessen auf Basis des Hessischen Denkmalschutzgesetzes (HDSchG) geführt. Die Schutzwürdigkeit eines Kulturdenkmals hängt nicht von der Eintragung in das Denkmalverzeichnis des Landes Hessen oder der Veröffentlichung in der Denkmaltopographie ab.

Die bisher bekannten Bau- und Kunstdenkmäler hat das Landesamt für Denkmalpflege Hessen in sogenannten Arbeitslisten erfasst. Den Arbeitslisten liegen Erkenntnisse aus Akten, Ortsbegehungen und Denkmalinventaren, jedoch keine neuere systematische Forschung, zugrunde. Die Benehmensherstellung mit der Gemeinde gemäß § 11 Abs. 1 HDSchG ist noch nicht erfolgt.
Das Vorhandensein oder Fehlen eines Objekts in dieser Liste ist keine rechtsverbindliche Auskunft darüber, ob es Kulturdenkmal ist oder nicht: Diese Liste entspricht möglicherweise nicht dem aktuellen Stand der offiziellen Denkmaltopographie. Diese ist für Hessen in den entsprechenden Bänden der Denkmaltopographie Bundesrepublik Deutschland und im Internet unter DenkXweb – Kulturdenkmäler in Hessen einsehbar. Auch diese Quellen sind, obwohl sie durch das Landesamt für Denkmalpflege Hessen aktualisiert werden, nicht immer aktuell, da es im Denkmalbestand immer wieder Änderungen gibt.
Eine verbindliche Auskunft erteilt allein das Landesamt für Denkmalpflege Hessen.
Nutze diese Kartenansicht, um Koordinaten in der Liste zu setzen. In dieser Kartenansicht sind Kulturdenkmale ohne Koordinaten mit einem roten bzw. orangen Marker dargestellt und können in der Karte gesetzt werden. Kulturdenkmale ohne Bild sind mit einem blauen bzw. roten Marker gekennzeichnet, Kulturdenkmale mit Bild mit einem grünen bzw. orangen Marker.

## Kulturdenkmäler nach Ortsteilen

### Bobstadt
| Bild                      | Bezeichnung             | Lage                                                                    | Beschreibung | Bauzeit | Objekt-Nr. |
| ------------------------- | ----------------------- | ----------------------------------------------------------------------- | ------------ | ------- | ---------- |
| Gefallenen-Ehrenmal       | Gefallenen-Ehrenmal     | Bergstraße LageFlur: 1, Flurstück: 93/1                                 |              |         | 136067 DDB |
| Ehrenmal auf dem Friedhof |                         | Frankensteinstraße 85 LageFlur: 1, Flurstück: 482                       |              |         | 136279 DDB |
| Kreuz vor St. Josef       | Kreuz vor St. Josef     | St.-Josef-Straße 14/14a/14b, Im Hofgarten 1 LageFlur: 1, Flurstück: 2/3 |              | 1868    | 136280 DDB |
| weitere Bilder            | Alte Schule und Rathaus | Waldstraße 1 LageFlur: 1, Flurstück: 131                                |              |         | 136068 DDB |

### Bürstadt
| Bild                         | Bezeichnung                         | Lage | Beschreibung | Bauzeit   | Objekt-Nr. |
| ---------------------------- | ----------------------------------- | --- | --- | --------- | ---------- |
|                              |                                     | Am Bildstock (neben 1b) LageFlur: 21, Flurstück: 434/21                                                                       | | 1769      | 136270 DDB |
| Flurkreuz 3                  | Flurkreuz 3                         | Am Brickich LageFlur: 39, Flurstück: 29                                                                                       | |           | 136271 DDB |
| Sackstein                    | Sackstein                           | Am Sackstein LageFlur: 9, Flurstück: 8                                                                                        | |           | 136061 DDB |
| Flurkreuz 4                  | Flurkreuz 4                         | Außerhalb (Bürstadt) 69 (Alte Wormser Straße) LageFlur: 12, Flurstück: 134                                                    | |           | 136273 DDB |
| Marienkapelle                | Marienkapelle                       | Außerhalb (Bürstadt) 74 LageFlur: 12, Flurstück: 67                                                                           | |           | 136274 DDB |
| weitere Bilder               | Bahnhof Bürstadt                    | Bahnhofsallee 17 LageFlur: 1, Flurstück: 264/19                                                                               | | 1869      | 136066 DDB |
|                              |                                     | Friedrichstraße 8 LageFlur: 1, Flurstück: 319/2                                                                               | |           | 136065 DDB |
| Evangelische Pfarrkirche     | Evangelische Pfarrkirche            | Heinrichstraße 22 LageFlur: 1, Flurstück: 433/1                                                                               | |           | 136205 DDB |
|                              |                                     | Kanalstraße 27 LageFlur: 1, Flurstück: 162                                                                                    | |           | 136064 DDB |
| Alte Schillerschule          | Alte Schillerschule                 | Magnusstraße 37 LageFlur: 4, Flurstück: 136                                                                                   | | 1901      | 136173 DDB |
| weitere Bilder               | Friedhof                            | Mainstraße 61 LageFlur: 6, Flurstück: 1/1                                                                                     | |           | 136276 DDB |
|                              |                                     | Nibelungenstraße 18 LageFlur: 1, Flurstück: 280/2                                                                             | |           | 136054 DDB |
|                              |                                     | Nibelungenstraße 21 LageFlur: 1, Flurstück: 301                                                                               | | 1778      | 136055 DDB |
| weitere Bilder               | Altes Rathaus                       | Nibelungenstraße 42 LageFlur: 1, Flurstück: 62/2                                                                              | Steingebäude mit hohem Mansarddach und einem kleinen Haubendachreiter. Am Obergeschoss ist ein erneuerter Erker angebracht und eine Stuckdecke mit Bandelwerkformen und dem Kurmainzer Wappen, von 1728 im Ratssaal.                                               | 1725–1727 | 136051 DDB |
| „Zum Schützenhof“            | „Zum Schützenhof“                   | Nibelungenstraße 51 LageFlur: 1, Flurstück: 376/6                                                                             | |           | 136179 DDB |
| weitere Bilder               | Katholische Pfarrkirche St. Michael | Peterstraße 10, 12, 14 LageFlur: 1, Flurstück: 1/2                                                                            | Nach den Plänen von J. J. Rischer durch den Mainzer Werkmeister J. Weydt erbauter Saalbau mit eingezogenem, dreiseitig geschlossenem Chor. 1753 geweiht und 1930 in der Nordsüdachse durch einen barockisierenden Bau erweitert und in die neue Kirche einbezogen. | 1731–1736 | 136049 DDB |
| weitere Bilder               | Haus Brückmann                      | Peterstraße 11 LageFlur: 1, Flurstück: 291                                                                                    | | 1734      | 136056 DDB |
| Bürstadt, Peterstraße 16.jpg | Altes Pfarrhaus                     | Peterstraße 16 LageFlur: 1, Flurstück: 8/7                                                                                    | |           | 136050 DDB |
|                              |                                     | Peterstraße 18 LageFlur: 1, Flurstück: 2                                                                                      | | 1733      | 136057 DDB |
|                              |                                     | Peterstraße 22 LageFlur: 1, Flurstück: 4                                                                                      | |           | 136062 DDB |
|                              |                                     | Peterstraße 24 LageFlur: 10, Flurstück: 48                                                                                    | |           | 136063 DDB |
|                              |                                     | Peterstraße 38 LageFlur: 10, Flurstück: 40/4                                                                                  | |           | 136058 DDB |
|                              |                                     | Peterstraße 40 LageFlur: 10, Flurstück: 38                                                                                    | |           | 136059 DDB |
| Brücke                       | Brücke                              | Radelgraben LageFlur: 12, Flurstück: 74                                                                                       | |           | 136275 DDB |
| Wegekreuz im Bürgerhauspark  |                                     | Rathausstraße 2 LageFlur: 10, Flurstück: 59/7                                                                                 | Wegekreuz im Bürgerhauspark |           | 136277 DDB |
| weitere Bilder               | St. Peter                           | Siegfriedstraße 59 LageFlur: 21, Flurstück: 239/1                                                                             | |           | 136306 DDB |
| Kapelle im Boxheimer Hof     | Kapelle im Boxheimer Hof            | St.-Wendelin-Straße 20 LageFlur: 20, Flurstück: 5/2                                                                           | | 1818      | 136204 DDB |
| weitere Bilder               | Grundwasserwerk                     | Wasserwerk LageFlur: 32, Flurstück: 3/1                                                                                       | | 1905      | 136060 DDB |
| weitere Bilder               | Grenzsteinreihe                     | Zweiter Dosentränker Schlag; Zweiter, Dritter und Vierter Erdbeertränker Schlag LageFlur: 35, 36, 37, Flurstück: 1, 2, 1/1, 3 | |           | 136272 DDB |

### Riedrode
| Bild                                  | Bezeichnung                                              | Lage                                                                     | Beschreibung | Bauzeit | Objekt-Nr. |
| ------------------------------------- | -------------------------------------------------------- | ------------------------------------------------------------------------ | ------------ | ------- | ---------- |
| Laufbrunnen/Denkmal                   | Laufbrunnen/Denkmal                                      | Bahnhofstraße LageFlur: 1, Flurstück: 137                                |              |         | 136157 DDB |
| Ehemaliges Reichsarbeitsdienstgebäude | Ehemaliges Reichsarbeitsdienstgebäude                    | Bahnhofstraße 16 LageFlur: 1, Flurstück: 24/2                            |              |         | 136159 DDB |
| weitere Bilder                        | Bahnhof                                                  | Bahnhofstraße 24 LageFlur: 26, Flurstück: 7/2                            |              |         | 136155 DDB |
| Gefallenenehrenmal                    | Gefallenenehrenmal                                       | Boxherberger Schlag (bei Neue Waldstraße 17) LageFlur: 7, Flurstück: 2/1 |              |         | 136158 DDB |
| Altes Milchhäusl                      | Ehem. Backhaus, Feuerwehr- und Milchhalle, Gemeindewaage | Neue Waldstraße 2 LageFlur: 1, Flurstück: 1/1                            |              |         | 136156 DDB |